# District de Longsha
Le district de Longsha (龙沙区 ; pinyin : Lóngshā Qū) est une subdivision administrative de la province du Heilongjiang en Chine. Il est placé sous la juridiction de la ville-préfecture de Qiqihar.